# Saint-Amans-du-Pech

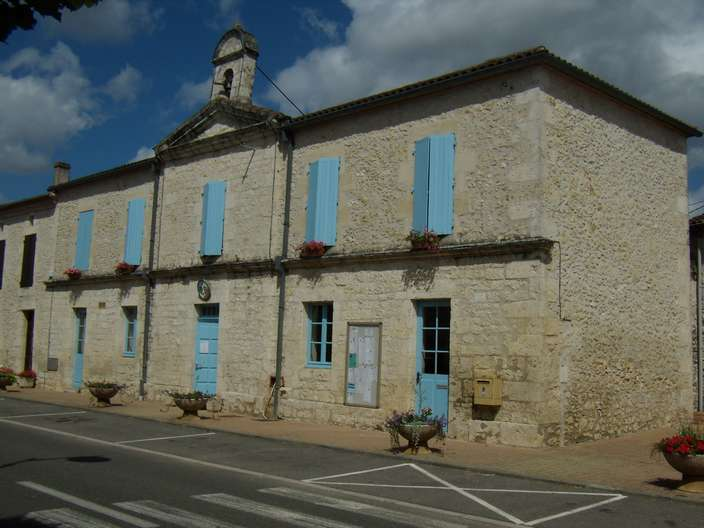
Gemeentehuis

Saint-Amans-du-Pech is een gemeente in het Franse departement Tarn-et-Garonne (regio Occitanie) en telt 165 inwoners (1999). De plaats maakt deel uit van het arrondissement Castelsarrasin.

## Geografie
De oppervlakte van Saint-Amans-du-Pech bedraagt 6,7 km², de bevolkingsdichtheid is 24,6 inwoners per km².
De onderstaande kaart toont de ligging van Saint-Amans-du-Pech met de belangrijkste infrastructuur en aangrenzende gemeenten.

## Demografie
Onderstaande figuur toont het verloop van het inwonertal (bron: INSEE-tellingen).